# Athetis aeschria
Athetis aeschria là một loài bướm đêm trong họ Noctuidae.